# Tems
Tems, pseudonimo di Temilade Openiyi (Lagos, 11 giugno 1995), è una cantante e produttrice discografica nigeriana.

## Biografia
Temilade è nata a Lagos l'11 giugno 1995 da madre nigeriana e padre di origini britanniche. A pochi mesi della nascita si è trasferita con la famiglia nella terra d'origine del padre, salvo poi fare ritorno in Nigeria con la madre dopo il divorzio dei genitori. Temilade ha frequentato dapprima il Dowen College per poi studiare economia alla Monash South Africa.
Nel 2018 Tems ha abbandonato il suo lavoro e ha iniziato ad apprendere varie tecniche di produzione musicale su YouTube. Il 18 luglio dello stesso anno ha reso disponibile il suo singolo di debutto Mr Rebel. Il 7 agosto 2019 ha pubblicato il singolo Try Me, diventato virale sui social media. Il 23 aprile 2020 è apparsa come artista ospite assieme a Davido nel remix del singolo Know Your Worth di Khalid e dei Disclosure.
Il 17 settembre 2020 ha pubblicato il singolo Damages, che ha anticipato il suo EP di debutto For Broken Ears, prodotto primariamente da se stessa. Il successivo 30 ottobre ha collaborato con Wizkid nel brano Essence, presente nell'album Made in Lagos: è diventata la sua prima entrata nella Billboard Hot 100 statunitense nel luglio 2021, e grazie ad un successivo remix in collaborazione con Justin Bieber ha raggiunto la top ten fino al 9º posto. Il brano è stato poi candidato ai Grammy Awards 2022 come miglior interpretazione di musica globale.
Il 3 settembre 2021 è artista ospite in Fountains, brano di Drake facente parte dell'album Certified Lover Boy. Il 15 settembre successivo ha pubblicato il secondo EP If Orange Was a Place, anticipato dal singolo Crazy Tings. Subito dopo l'uscita dell'EP ha firmato un contratto con la RCA Records. Il 31 marzo 2022 è stato annunciato il lancio del Leading Vibe Radio Show condotto dall'artista su Apple Music 1. Un mese dopo la sua canzone Higher presente nel suo primo EP è stata campionata per la realizzazione del singolo Wait for U di Future, in cui appare come artista ospite assieme a Drake. Wait for U ha debuttato al primo posto della Hot 100 statunitense, rendendo Tems la prima artista nigeriana nella storia a riuscire nell'impresa.
Il 29 luglio 2022 collabora assieme a Grace Jones alla traccia Move di Beyoncé, inclusa nel suo settimo album in studio Renaissance. Per il suo contributo come autrice del brano, Tems è stata candidata ai Grammy Awards 2023 nella categoria di album dell'anno, mentre Wait for U è stato in lizza per il Grammy Award alla miglior canzone rap e si è aggiudicato quello alla miglior interpretazione rap melodica.

## Influenze artistiche
Durante l'infanzia Temilade ascoltava solo musica cristiana contemporanea, genere preferito dalla madre. In seguito da adolescente si è avvicinata all'R&B e all'hip hop, ascoltando Aaliyah, Adele, Alicia Keys, Aṣa, Beyoncé, Burna Boy, Coldplay, Destiny's Child, Lauryn Hill, Lil Wayne e i Paramore. Ha dichiarato che all'età di 15 anni ha smesso di ascoltare musica altrui per ricercare una propria identità musicale, sostenendo di «voler imparare ad attaccare una canzone secondo i propri sentimenti e non come avrebbe fatto Beyoncé o chiunque altro».

## Controversie
Il 13 dicembre 2020 è stata arrestata assieme a Omah Lay a Kampala, in Uganda, dalla polizia locale al termine di un concerto con l'accusa di violazione delle norme contro il COVID-19. Tuttavia sono stati rilasciati due giorni dopo e le autorità ugandesi si sono pubblicamente scusate con i due artisti.

## Discografia

### Album in studio
- 2024 – Born in the Wild

### EP
- 2020 – For Broken Ears
- 2021 – If Orange Was a Place

### Singoli
Come artista principale
- 2018 – Mr Rebel
- 2019 – Looku Looku
- 2019 – Try Me
- 2020 – These Days
- 2020 – Damages
- 2021 – Crazy Tings
- 2022 – Free Mind
- 2023 – Me & U
- 2023 – Not an Angel
- 2024 – Love Me JeJe

Come artista ospite
- 2020 – Know Your Worth (Remix) (Khalid e Disclosure feat. Davido e Tems)
- 2021 – Essence (Wizkid feat. Tems e/o Justin Bieber)
- 2022 – Wait for U (Future feat. Drake e Tems)

### Altre apparizioni
- 2018 – Kiss the Fire (Collectiv3 feat. Tems) in Live. Create. Repeat. di Collectiv3
- 2018 – Falling (Ladipoe feat. Tems) in T.A.P. (Talk About Poe) di Ladipoe
- 2019 – Good Time (Lady Donli feat. Tems) in Enjoy Your Life di Lady Donli
- 2019 – Tales by Moonlight (Show Dem Camp feat. Tems) in The Palmwine Express di Show Dem Camp
- 2019 – Too Bad (Show Dem Camp feat. Amaarae e Tems) in The Palmwine Express di Show Dem Camp
- 2020 – Trouble (DRB Lasgidi feat. Teezee, Boj, Fresh L. e Tems) in Pioneers di DRB Lasgidi
- 2020 – Soon (Blackmagic feat. Tems) in Blackmagic Version 3.0 di Blackmagic
- 2020 – Peace (Mannywellz feat. Tems) in Mirage di Mannywellz
- 2019 – Live Life (Show Dem Camp feat. Tems) in Palmwine Music 3 di Show Dem Camp
- 2022 – Move (Beyoncé feat. Grace Jones e Tems) in Renaissance di Beyoncé

### Compositrice e autrice per altri artisti
- 2022 – Lift Me Up di Rihanna in Black Panther: Wakanda Forever - Music From and Inspired by – autrice

## Riconoscimenti
- Premio Oscar
  - 2023 – Candidatura alla miglior canzone originale per Lift Me Up[26]
- Golden Globe
  - 2023 – Candidatura alla miglior canzone originale per Lift Me Up[27]
- American Music Awards
  - 2022 – Canzone rap/hip hop preferita per Wait for U[28]
  - 2022 – Canzone soul/R&B preferita per Essence[28]
  - 2022 – Candidatura all'artista afrobeats preferita[28]
  - 2022 – Candidatura alla collaborazione preferita per Wait for U[28]
- BET Awards
  - 2021 – Candidatura al miglior artista esordiente internazionale[29]
  - 2022 – Miglior collaborazione per Essence[30]
  - 2022 – Miglior artista internazionale[30]
  - 2022 – Candidatura al miglior artista esordiente[30]
  - 2023 – Miglior collaborazione per Wait for U[31]
  - 2023 – Candidatura alla miglior artista R&B/pop[31]
  - 2023 – Candidatura alla Viewer's Choice[31]
- Black Reel Awards
  - 2023 – Miglior canzone originale per Lift Me Up[32]
- Critic's Choice Movie Awards
  - 2023 – Candidatura alla miglior canzone originale per Lift Me Up[33]
- Grammy Awards
  - 2022 – Candidatura alla miglior interpretazione di musica globale per Essence[14]
  - 2023 – Candidatura all'album dell'anno per Renaissance (come artista collaboratore e autrice)[22]
  - 2023 – Miglior interpretazione rap melodica per Wait for U[22]
  - 2023 – Candidatura alla miglior canzone rap per Wait for U[22]
  - 2024 – Candidatura alla miglior canzone scritta per i media visivi per Lift Me Up[34]
- Kids' Choice Awards
  - 2022 – Candidatura alla star musicale globale preferita[35]
- MTV Africa Music Awards
  - 2021 – Candidatura al miglior artista rivelazione[36]
- MTV Europe Music Awards
  - 2021 – Candidatura al miglior artista africano[37]
  - 2022 – Candidatura al miglior artista rivelazione[38]
  - 2022 – Candidatura al miglior artista africano[38]
- MTV Video Music Awards
  - 2022 – Candidatura al miglior video hip-hop per Wait for U[39]
  - 2022 – Candidatura alla canzone dell'estate per Wait for U[40]
  - 2024 – Candidatura al miglior video afrobeats per Love Me JeJe[41]
- NAACP Image Awards
  - 2022 – Candidatura al miglior artista emergente per If Orange Was a Place[42]
  - 2022 – Miglior canzone internazionale per Essence[42]
  - 2022 – Miglior video musicale per Essence[42]
  - 2023 – Candidatura al miglior gruppo, Duo o collaborazione contemporanea per Move (con Beyoncé e Grace Jones)[43]
  - 2023 – Migliore canzone internazionale per No Woman No Cry[43]
  - 2024 – Candidatura alla migliore artista femminile[44]
  - 2024 – Migliore canzone internazionale per Me & U[44]
- Soul Train Music Awards
  - 2021 – Miglior collaborazione per Essence[45]
  - 2021 – Candidatura alla canzone dell'anno per Essence[46]
  - 2021 – Candidatura al video dell'anno per Essence[46]
  - 2021 – Candidatura alla miglior collaborazione per Essence[46]
  - 2021 – Candidatura al miglior artista esordiente[46]
  - 2021 – Candidatura all'Ashford and Simpson Songwriter's Award per Essence[46]
  - 2022 – Candidatura alla migliore collaborazione per Move[47]
  - 2022 – Candidatura alla miglior artista soul/R&B[47]
  - 2022 – Candidatura al miglior artista esordiente[47]
- The Headies
  - 2022 – Candidatura alla miglior registrazione dell'anno per Essence[48]
  - 2022 – Candidatura al miglior singolo R&B per Essence[48]
  - 2022 – Candidatura alla miglior interpretazione vocale femminile per Essence[48]
  - 2022 – Miglior collaborazione per Essence[49]
  - 2022 – Candidatura al Headies' Viewer's Choice per Essence[48]
  - 2022 – Miglior album R&B per If Orange Was a Place[49]
  - 2022 – Candidatura alla canzone dell'anno per Essence[48]
  - 2022 – Miglior artista femminile[49]